# Racosperma polyadenium
Racosperma polyadenium är en ärtväxtart som beskrevs av Leslie Pedley. Racosperma polyadenium ingår i släktet Racosperma och familjen ärtväxter. Inga underarter finns listade i Catalogue of Life.